# Thericles miserabilis
Thericles miserabilis är en insektsart som beskrevs av Marius Descamps 1977. Thericles miserabilis ingår i släktet Thericles och familjen Thericleidae. Inga underarter finns listade i Catalogue of Life.